# منظمة تحرير تركستان الشرقية
 
منظمة تحرير تركستان الشرقية (ETLO) هي منظمة إيغورية انفصالية دعت إلى إنشاء دولة إيغورية مستقلة تسمى تركستان الشرقية، وهي منطقة تركية مشابهة لآسيا الوسطى، ضمتها الصين لأراضيها، تقع في مقاطعة بغرب الصين معروفة اليوم باسم سنجان. تأسست المنظمة في تركيا في أواخر عام 1997 محاولةً الانفصال عن الحكومة الصينية في سنجان، وهي منطقة ذات أغلبية عرقية إيغورية.
وقد وصف الباحثون منظمة ETLO بأنها تطالب بالاستقلال التام وتدعم أو لا تبالي بالأساليب المسلحة التي تحركها دوافع دينية وإثنية. تعتبر منظمة ETLO منظمة إرهابية مصنفة حسب حكومات الصين وكازاخستان وقيرغيزستان.

## التاريخ
أفادت منظمة العفو الدولية أن «استخدام الحكومة الصينية لمصطلح "الانفصالية" يشير إلى مجموعة واسعة من الأنشطة، كثير منها لا يتجاوز المعارضة السلمية أو الاختلاف. على مدار السنوات الثلاث الماضية، أفادت التقارير باحتجاز عشرات الآلاف من الأشخاص للتحقيق معهم في المنطقة، واتُّهم المئات، وربما الآلاف، أو صدرت أحكام عليهم بموجب القانون الجنائي؛ ويُعتقد أن العديد من الإيغور حُكم عليهم بالإعدام ونُفِّذت أحكامهم بتهم الانفصالية أو الإرهاب المزعومة، مع أنه من المستحيل تحديد العدد الدقيق».
في عام 1998، اتهمت حكومة الصين أعضاء منظمة العمال العرقيين الأتراك بتنظيم 15 حادثة حرق متعمد في أورومتشي، وفي عام 1999، اعتقلت شرطة إسطنبول 10 أعضاء من منظمة العمال العرقيين الأتراك بتهمة شن سلسلة من الهجمات على الصينيين في تركيا.
منذ أحداث الحادي عشر من سبتمبر عام 2001، استخدمت الصين المناخ الدولي بفعالية لبناء تحالف دولي ضد الحركات الانفصالية الإيغورية. في 15 كانون الأول 2003، أصدرت وزارة الأمن العام الصينية قائمة بالإرهابيين والمنظمات الإرهابية في تركستان الشرقية والتي تضمنت أربع منظمات وعدة أفراد: منظمة تحرير تركستان الشرقية (ETLO)، والحركة الإسلامية في تركستان الشرقية (ETIM)، ومؤتمر الشباب الإيغور العالمي (WUYC)، ومركز معلومات تركستان الشرقية (ETIC). العديد من المحللين  يزعم أن السلطات الروسية والصينية تبالغ في تقدير قوة الجماعات الإيغورية لتبرير سياساتها القمعية لمكافحة الإرهاب.
في فيلم وثائقي صيني صدر عام 2002 بعنوان تقرير فوري: جرائم القوة الإرهابية في تركستان الشرقية، زعم وانغ مينغ شان، نائب المدير العام لقسم الأمن العام في مقاطعة يلي كازاك ذاتية الحكم، أنه في عام 1998، أمر محمد أمين حضرت، زعيم منظمة تحرير تركستان الشرقية، حميد محمد جان، وهو عضو مصري في المنظمة، بالذهاب إلى الصين لتجنيد أعضاء، وتلقي شحنة أسلحة في السادس من أبريل/نيسان، وتجميع قائمة بأهداف الاغتيال والتفجيرات في سنجان. وزعم مينغشان أيضًا أن الشرطة وأعضاء منظمة التحرير تبادلوا إطلاق النار في 24 نيسان 1998، وأن الأعضاء صرحوا لاحقًا أثناء الاستجواب أنهم تلقوا تدريبات في معسكرات في أفغانستان.
في 15 كانون الأول 2003، أصدرت وزارة الأمن العام الصينية قائمة بالإرهابيين والمنظمات الإرهابية في تركستان الشرقية والتي تضمنت أربع منظمات وعدة أفراد: منظمة تحرير تركستان الشرقية (ETLO)، والحركة الإسلامية في تركستان الشرقية (ETIM)، ومؤتمر الشباب الإيغوري العالمي (WUYC) ومركز معلومات تركستان الشرقية (ETIC). وفي الوقت نفسه، أطلقت الصحافة الصينية الرسمية حملة تفصيلية عن الحوادث الإرهابية التي يُزعم أن الأفراد المدرجين في القائمة نفذوها. اعتبرت منظمة العفو الدولية هذه الادعاءات غير مؤكدة، ولم تُقدّم أي أدلة موثوقة لإثباتها. بل يبدو أن الكثير من الأدلة مزيفة وحصلوا عليها من أفراد آخرين أثناء الاستجواب. ونظرًا لاستمرار وانتشار استخدام التعذيب وسوء المعاملة من الشرطة الصينية، وخاصةً لانتزاع اعترافات من المشتبه بهم المحتجزين، تعتقد منظمة العفو الدولية أن أي دليل يُحصل عليه بهذه الطريقة يجب أن يُعامل بريبة بالغة. في يناير/كانون الثاني، اتصل هزرت، الذي يتجنب الظهور العلني، بإذاعة آسيا الحرة ليرد بأن منظمة التحرير ترغب في العمل بوسائل سلمية، لكنه تحدث عن حتمية استهداف جناح عسكري للحكومة الصينية. كما ذكر أن الهدف الرئيس لمنظمة تحرير تركستان الشرقية هو السعي إلى الاستقلال من خلال الوسائل السلمية، ونفى أي مشاركة في أنشطة إرهابية أو ارتباطات مع حركة تركستان الشرقية الإسلامية. انتقدت منظمة العفو الدولية رد فعل الحكومة الصينية على منظمة التحرير، والذي قالت إنه يتضمن انتهاكات لحقوق الإنسان، مثل التعذيب وتعنيف من الشرطة.

## التصنيف منظمةً إرهابيةً
وقد صنفت الدول الأعضاء في منظمة شنغهاي للتعاون، الصين وكازاخستان وقيرغيزستان على التوالي، منظمة تحرير تركستان الشرقية منظمةً إرهابيةً. وبحسب منظمة العفو الدولية، فإن إدراج الحركة الإسلامية لتركستان الشرقية والحركة الإسلامية لتركستان الشرقية في القائمة يتوافق مع مزاعم سابقة وجهتها الصين ضد هاتين المجموعتين. وقد سُلط الضوء على كلا الأمرين في التقرير الرسمي الذي أصدرته الصين بشأن الإرهابيين في تركستان الشرقية في يناير/كانون الثاني 2002.
تعمل المنظمة بشكل أساسي في منطقة سنجان في الصين، ولكنها تعمل أيضًا في مختلف أنحاء آسيا الوسطى وباكستان. إن منظمة تحرير تركستان الشرقية متحالفة مع حركة تركستان الشرقية الإسلامية وحركة طالبان.[بحاجة لمصدر] حظرت كازاخستان منظمة تحرير تركستان الشرقية، واعتبرتها منظمة إرهابية، في 17 تشرين الثاني 2006. وتقول وزارة الخارجية الأمريكية إن المنظمة شاركت في تفجيرات صغيرة ذات دوافع سياسية وهجمات مسلحة. يزعم تقرير مراجعة الدفاع العالمي أن تنظيم القاعدة يقدم التمويل والتدريب لمنظمة تحرير تركستان الشرقية وحركة تركستان الشرقية الإسلامية.

## طالع أيضًا
- حركة استقلال تركستان الشرقية
- الحركة الإسلامية في تركستان الشرقية
- اضطرابات الإيغور عام 2008